# Gregor iz Toursa
Gregor iz Toursa (latinsko Georgius Florentius, publicistično znan kot »oče francoske zgodovine«), galsko-rimski zgodovinar in tourski škof v merovinškem obdobju, * 30. november ok. 538, † 17. november 594 n. št.) 
Bil je prelat v merovinškem kraljestvu, ki je obsegalo zgodovinsko regijo Galije. Gregorjevo najslavnejše delo je Decem Libri Historiarum (dob. Deset knjig zgodovine), znano tudi kot Historia Francorum (dob. Zgodovina Frankov). Decem Libri Historiarum velja za primarni vir za preučevanje merovinške zgodovine in opisuje Franke v tem obdobju. Gregor je znan tudi po popisovanju verskih osebnostih, zlasti o Martinu iz Toursa. Grobnica sv. Martina naj bi v 6. stoletju postala krščanski romarski kraj, deloma zaradi Gregorjevih spisov.

## Življenjepis
Gregor se je rodil v Clermontu v Auvergneji v osrednji Galiji. Rodil se je v zgornjem sloju galsko-rimske družbe kot sin Florencija, senatorja iz Clermonta, in njegove žene Armentarije II., ki je bila nečakinja škofa Nicetija iz Lyona in vnukinja Florentina, senatorja iz Ženeve, katerega praded je bil sveti Gregor iz Langresa. Gregorjevi sorodniki so bili škofje v Toursu, Lyonu in Langresu, on pa je trdil, da je bil v sorodu s trinajstimi od osemnajstih škofov Toursa, ki so bili tam pred njim. Gregorjeva babica po očetovi strani, Leokadija III., je bila potomka Vetija Epagata, slavnega mučenca iz Lyona.
Oče je umrl v Gregorjevi mladosti. Z ovdovelo materjo sta se preselila na materino posest v Burgundijo. Kasneje je Gregor živel pri stricu po očetovi strani, sv. Galu, škofu Clermonta, pri katerem in njegovem nasledniku sv. Avitu se je Gregor izobraževal. Gregor je po vzoru Gala prejel tudi duhovniško tonzuro. Gregor je končal šolanje pri stricu Nizierju v Lyonu, kamor so ga poslali leta 563. V mladosti je bil podvržen različnim tegobam, romanje k grobnici svetega Martina v Toursu leta 562 ali 563 naj bi pozdravilo eno izmed njih. Kmalu zatem je bil posvečen v diakona in prebival v baziliki Saint-Julien v Brioudeju. Tam je živel do izvolitve za škofa Toursa leta 573, verjetno na pobudo kraljice Brunehaute in avstrazijskega kralja Sigiberta. Škofovsko posvetitev je 22. avgusta 573 prejel iz rok reimskega škofa Egidija v starosti štiriintrideset let.
Večino življenja je preživel v Toursu, čeprav je leta 577 prisostvoval pariškemu koncilu. Svet, v katerem je živel, je predstavljal prehod iz antike v zgodnjesrednjeveško Evropo. Gregor je živel tudi na meji med frankovsko kulturo Merovingov na severu in galo-rimsko kulturo na jugu Galije.
Položaj v Toursu je Gregorju zagotovil stike z ljudmi v merovinških kraljestvih. Tours se je nahajal ob Loari, iz mestja je vodilo pet rimskih cest in je ležal na glavni poti med frankovskim severom in Akvitanijo ter dalje proti Španiji. Frankovski vplivi iz severa in galo-rimski vplivi z juga so bili v Toursu najmočnejšu. Kot romarsko središče svetega Martina je bil Tours romarski kraj, bolnišnično mesto in politično pribežališče, kamor so bežali pomembni voditelji v nasilnih obdobjih in med pretresi v merovinški politiki.
Gregor se je utrjeval v osebnih odnosih s frankovskimi kralji Sigebertom I., Hilperikom I., Guntramom in Hildebertom II., osebno pa je poznal večino vodilnih Frankov.

## Delo
Gregor je pisal v pozni latinščini, ki je pogosto odstopala od klasične rabe tako v sintaksi kot v črkovanju, čeprav z relativno malo spremembami v pregibu.

### Zgodovina Frankov

#### Povzetek
Delo Gregorja iz Toursa Historia Francorum je napisana na gosto, s številnimi pripovedmi in liki. Vsebuje krščanske zgodbe o čudežih, opise znamenj in naravnih dogodkov, zgodbe o krščanskih mučenikih, dialoge o cerkvenih razpravah, razprave o življenju svetih mož, plemstva in ekscentričnih kmetov, pogoste biblijske verze in sklicevanja ter raziskovanja zapletenih mednarodnih odnosov med številnimi plemeni in narodi, vključno z Langobardi, Vizigoti, Ostrogoti in Huni, da ne omenjamo Gregorjevega osebnega življenjepisa in interpretacije dogodkov.

#### 1. knjiga
Prva knjiga se začne z avtorjevo izjavo, da je frankovski katoliški duhovnik, ki sledi Nicejski veroizpovedi in prezira krivoverstva, tudi tiste iz »hudobne« arijanske sekte med drugimi herezijami. Zgodovina pripovedi se začne s kratkim opisom biblijske Stare zaveze, Nove zaveze in kasnejšega širjenja krščanske vere v Galijo. Naprej Gregor pokriva zgodovino krščanstva v Galiji in nekatere glavne dogodke v rimsko-galskih odnosih. Konča se s smrtjo svetega Martina iz Toursa leta 397.

#### 2. knjiga (397–511)
Druga knjiga zajema začetke merovinške dinastije, vključno s spreobrnitvijo kralja Klodvika I. v krščanstvo s strani njegove žene Klotilde in zaključkom z njegovo smrtjo leta 511, potem ko je osvojil velika ozemlja v današnji Franciji.

#### 3. knjiga (511–548)
Tretja knjiga spremlja štiri sinove kralja Klodvika, ki si po njegovi smrti leta 511 enakomerno razdelijo kraljestva. Ti štirje kralji, Teoderik I., Klotar I., Hildebert I. in Klodomer, se prepirajo in bojujejo za prevlado v frankovskem kraljestvu. Kljub sporom občasno sodelujejo proti zunanji grožnji, kot je bil njihov napad na Burgundce leta 523. Sčasoma Klotar postane najmočnejši kralj v frankovskem kraljestvu. Po smrti kralja Teoderika I. leta 534 se tretja knjiga konča s smrtjo njegovega sina in naslednika kralja Teodeberta I. leta 548. Po letu 548 kraljestvo do svoje smrti leta 555 podeduje Teodebald.

#### 4. knjiga (548–575)
Četrta knjiga se nadaljuje od smrti preostalih Klodvikovih sinov: kralja Hildeberta leta 558 in kralja Klotarja leta 561. V zadnjih letih njegovega življenja je Klotar vladal celotnemu kraljestvu Frankov. V času njegove smrti leta 561 (kot Klodvik pred njim) je kraljestvo enakomerno razdeljeno med štiri Klotarjeve sinove: Hariberta I., Sigiberta I., Guntrama in Hilperika I. Opisuje njihov prepir za nadzor nad celotnim kraljestvom. Premirje med njimi se je ohranilo do smrti kralja Hariberta I. leta 567. Klotarjevi preostali sinovi se borijo za prevlado v kraljestvu, pri čemer je kralj Sigibert pokazal najmočnejšo vojaško silo. Četrta knjiga se konča z umorom kralja Sigiberta leta 575, zaradi česar kralj Hilperik ostane prevladujoči kralj. Gregor iz Toursa za ta atentat krivi Fredegundo, ženo kralja Hilperika. Fredegunda je dolgo gojila zamero proti kralju Sigibertu in njegovi ženi Brunhildi.

#### 5. knjiga (575–581)
Peta knjiga se začne z delom, v katerem se izkaže, da ima avtor veliko osebnega znanja o dogodkih v Frankovskem kraljestvu. Ta in naslednje knjige so precej daljše in podrobnejše od prejšnjih, hkrati pa zajemajo krajši čas. Ta knjiga vsebuje tudi Gregorjeve vtise o cerkvenih vprašanjih, ki jim je bil priča in je nanje nekaj vplival. Opisuje možno razpravo, ki jo je imel Gregor z vodjo rivalske arijanske cerkve. Poleg tega peta knjiga predstavlja tudi Hildeberta II., sina nedavno umorjenega kralja Sigiberta in še živeče Brunhilde. Hildeberta skupaj z Brunhildo vzame pod zaščito kralj Guntram, brat in včasih tekmec kralja Hilperika.

#### 6. knjiga (581–584)
V šesti knjigi mladi Hildebert izda svoje zavezništvo s svojim posvojenim stricem kraljem Guntramom, ki je zaščitil Hildeberta in njegovo mater po smrti njegovega očeta Sigiberta. Zdaj Hildebert sklene zavezništvo s svojim stricem, kraljem Hilperikom, ki je bil pogosto sovražnik kralja Sigiberta. Kasneje je leta 584 v skrivnostnih okoliščinah umorjen kralj Hilperik.

#### 7. knjiga (584)
V sedmi knjigi Fredegunda prevzame regentstvo za svojega mladega sina Klotarja II. V prihodnosti bo kralj vseh Frankov do svoje smrti leta 629, po Gregorjevi pripovedi, ki se konča približno leta 593. Fredegunda in njen sin sta pod zaščito kralja Guntrama. Ostala je na oblasti do svoje smrti leta 597. V tej knjigi je tudi Gundovaldov upor in njegov neuspeh. Gundovald je trdil, da je izgubljeni nezakonski sin mrtvega kralja Klotarja I. Mnogi frankovski plemiči in bizantinski cesar Mavricij so nekoliko podprli ta upor; vendar ga kralj Guntram hitro uniči.

#### 8. knjiga (585)
»Mnogo hudega se je zgodilo v tem času«, je zapisal Gregor v VIII. knjigi. Začne se s potovanjem kralja Guntrama v Pariz in Orleans ter opisuje številne spopade med kraljem in nekaterimi škofi. Medtem kralj Guntram zboli in se boji za svoje življenje. Gregor komentira, da je kraljeva bolezen pravična kazen, saj namerava poslati veliko število škofov v izgnanstvo. Fredegunda dvema klerikoma da dve zastrupljeni bodali in ju odpošlje z ukazom za atentat na kralja Hildeberta in Brunehildo. Vendar oba duhovnika aretira Hildebert, ju mučijo in usmrtijo. Medtem Fredegunda stoji tudi za atentatom na škofa Praetextusa iz Rouena, medtem ko ta moli v svoji cerkvi. Kralj Guntram ukaže svoji vojski, naj brezuspešno krene proti Arianski Septimaniji in Španiji, in krivi poveljnike svoje vojske, da so dovolili grozodejstva in naključno uničenje.

#### 9. knjiga (586–587)
V deveti knjigi opisuje Andelotski sporazum iz leta 587, ki je bil podpisan med kraljem Guntramom, Brunhildo in kraljem Hildebertom II. Pogodba je tesen pakt zavezništva, v katerem je Hildebert uradno sprejet kot Guntramov dedič. Brunhilda se tudi uradno poveže z Guntramom in pride pod njegovo zaščito.

#### 10. knjiga (587–591)
Zadnja knjiga je postavljena okoli leta 589. Basina, hči kralja Hilperika I. in Klotilda, hči kralja Hariberta vodita kratek upor iz nunskega samostana. Poimenovanih in opisanih je 18 škofov iz Toursa. Konča se s povzetkom Gregorijevih prejšnjih pisnih del.

#### Analiza
Historia Francorum je sestavljena iz desetih knjig. Knjige od I. do IV. sprva pripovedujejo svetovno zgodovino od stvarjenja (kot je bilo tradicionalno); ampak hitro preidejo na pokristjanjevanje Galije, življenje in čas svetega Martina iz Toursa, spreobrnitev Frankov in osvojitev Galije pod Klodvikom, in podrobnejšo zgodovino frankovskih kraljev vse do smrti Sigeberta I. leta 575. Na ta dan je bil Gregor dve leti škof v Toursu.
S svojo peto knjigo se Gregor loti (z nekaj olajšanja) sodobne zgodovine in jo začne z besedami: »Tukaj se, z veseljem lahko rečem, začne V. knjiga.« Ta, drugi del njegove zgodovine, v V. in VI. knjigi, se konča s smrtjo Hilperika I. leta 584. V letih, ko je Hilperik zasedal Tours, so bili odnosi med njim in Gregorjem napeti. Potem ko je izvedel govorice, da je škof iz Toursa obrekoval njegovo ženo Fredegundo, je Hilperik dal Gregorja aretirati in soditi zaradi izdaje – obtožbe, ki je ogrozila tako Gregorjevo škofovanje kot njegovo življenje. Najbolj zgovoren odlomek v Historii je zaključno poglavje VI. knjige, v katerem je Hilperikov značaj povzet brez naklonjenosti z uporabo invektive: Herod in Neron sta med uporabljenimi primerjavami. 
Tretji del, ki obsega knjige od VII. do X., popelje njegovo vse bolj osebno poročilo do leta 591 in se zaključi s prošnjo, naj nadaljnji kronisti ohranijo njegovo delo v celoti (kot se je dejansko zgodilo). Epilog je bil napisan leta 594, v letu Gregorjeve smrti.

### Hagiografije
Njegovo Življenje očetov obsega dvajset hagiografij najvidnejših mož prejšnje generacije, ki zajemajo široko duhovno skupnost zgodnjesrednjeveške Galije, vključno z življenji škofov, klerikov, menihov, opatov, svetnikov in puščavnikov. Sveti Ilidij je hvaljen zaradi njegove čistosti srca, sveti Brakij, opat, zaradi svoje discipline in odločnosti pri preučevanju svetih spisov, sveti Patrokel zaradi svoje neomajne vere kljub slabostim in sveti Nicetij, škof v Lyonu, zaradi njegove pravičnost. V tej knjigi prevladuje življenje sv. Nicetija Trierskega; njegova velika avtoriteta in občutek škofovske odgovornosti, ki je središče Gregorjevega poročila, saj njegova figura, vnaprej določena, da bo velika, prečka življenja drugih. Pravijo, da je čutil težo na glavi, a ko se je obrnil, ni mogel videti, kaj je to, čeprav je, ko je zavohal njen sladki vonj, spoznal, da je to teža škofovske odgovornosti. (Življenje očetov, XVII, 1) Prekaša druge v slavi svojih čudežev in Bog ga je izbral, da se mu razkrije celotno nasledstvo preteklih in prihodnjih frankovskih kraljev.
Leta 587 je Gregor začel pisati Knjigo slave mučencev (Liber in gloria martyrum), ki obravnava »skoraj izključno čudeže, ki so jih v Galiji storili mučeniki rimskih preganjanj«. Pripoveduje pa tudi zgodbo o nekem Teodorju, ki je romal v Indijo in poročal o obstoju velikega samostana, kjer je bilo prvič pokopano truplo apostola Tomaža in kjer so se dogajali čudeži.

## Zapuščina
Zgodovina Frankov Gregorja, škofa v Toursu, je zgodovinski zapis velikega pomena. Je osrednji vir za zgodnjo frankovsko zgodovino, ki predstavlja obdobje prehoda iz pozne rimske antike v zgodnji srednji vek v nastajajoči Evropi. Verjame se, da je to edini zanesljiv vir informacij za opis nastajajoče vojaške in politične moči Frankov v enem kraljestvu. 
Gregorja so pogosto primerjali s Herodotom; s svojim podrobnim zanimanjem in opisi cerkvene zgodovine in manevrov do bolj krvavega Trollopa.